# Guillaume Gillet (futbolista)
Guillaume Gillet (Lieja, 9 de marzo de 1984) es un exfutbolista y entrenador belga. Jugaba de centrocampista y desde febrero de 2025 es entrenador asistente de la selección de Bélgica sub-19.

## Trayectoria
En mayo de 2022 se hizo oficial su vuelta al R. S. C. Anderlecht para jugar en el equipo sub-23. Sin embargo, al mes siguiente optó por retirarse y se unió al cuerpo técnico de Felice Mazzù en el primer equipo. Cuando este fue despedido a finales de octubre, se convirtió en el nuevo entrenador del RSCA Futures después del ascenso de Robin Veldman. Estuvo en el cargo hasta final de temporada, momento en el que fue reemplazado por Marink Reedijk.
En febrero de 2025 se incorporó a la RBFA para ejercer de entrenador asistente de Sven Vermant en la selección belga sub-19.

## Selección nacional
Fue internacional con la selección de Bélgica desde su debut en 2007.

### Goles con la selección nacional
| #  | Fecha                    | Lugar                                   | Oponente | Gol   | Resultado | Competición                |
| -- | ------------------------ | --------------------------------------- | -------- | ----- | --------- | -------------------------- |
| 1. | 11 de septiembre de 2012 | Estadio Rey Balduino, Bruselas, Bélgica | Croacia  | 1 – 1 | 1 – 1     | Clasificación Mundial 2014 |

## Clubes

### Como jugador
| Club                  | País    | Año       |
| --------------------- | ------- | --------- |
| R. F. C. Lieja        | Bélgica | 2002-2004 |
| C. S. Visé            | Bélgica | 2004-2005 |
| K, A. S. Eupen        | Bélgica | 2005-2006 |
| K. A. A. Gante        | Bélgica | 2006-2008 |
| R. S. C. Anderlecht   | Bélgica | 2008-2015 |
| S. C. Bastia (cedido) | Francia | 2014-2015 |
| F. C. Nantes          | Francia | 2016-2017 |
| Olympiacos            | Grecia  | 2017-2018 |
| R. C. Lens            | Francia | 2018-2020 |
| R. Charleroi S. C.    | Bélgica | 2020-2022 |
| Waasland-Beveren      | Bélgica | 2022      |

### Como entrenador
| Club         | País    | Año       |
| ------------ | ------- | --------- |
| RSCA Futures | Bélgica | 2022-2023 |

## Palmarés

### Títulos nacionales
| Título               | Club                | País    | Año  |
| -------------------- | ------------------- | ------- | ---- |
| Copa de Bélgica      | R. S. C. Anderlecht | Bélgica | 2008 |
| Pro League           | R. S. C. Anderlecht | Bélgica | 2010 |
| Supercopa de Bélgica | R. S. C. Anderlecht | Bélgica | 2010 |
| Pro League           | R. S. C. Anderlecht | Bélgica | 2012 |
| Supercopa de Bélgica | R. S. C. Anderlecht | Bélgica | 2012 |
| Pro League           | R. S. C. Anderlecht | Bélgica | 2013 |
| Supercopa de Bélgica | R. S. C. Anderlecht | Bélgica | 2013 |
| Pro League           | R. S. C. Anderlecht | Bélgica | 2014 |